# Verwaltungsgemeinschaft Kühbach
Die Verwaltungsgemeinschaft Kühbach liegt im schwäbischen Landkreis Aichach-Friedberg und wird von folgenden Gemeinden gebildet:
1. Kühbach, Markt, 4197 Einwohner, 37,50 km²
2. Schiltberg, 1944 Einwohner, 29,78 km²

Sitz der Verwaltungsgemeinschaft ist Kühbach.